# كيفن غرانت
كيفن غرانت (24 أكتوبر 1952 بلندن في المملكة المتحدة - ) هو لاعب كرة قدم كندي في مركز الدفاع، شارك في الألعاب الأولمبية الصيفية 1976. وشارك مع منتخب كندا لكرة القدم.

## وصلات خارجية
- كيفن غرانت على موقع ناشيونال فوتبول تيمز (الإنجليزية)
- كيفن غرانت على موقع عالم كرة القدم.نت (الإنجليزية)
- كيفن غرانت على موقع اللجنة الأولمبية الدولية (الإنجليزية)
- كيفن غرانت على موقع أوليمبيديا (الإنجليزية)
- كيفن غرانت على موقع اللجنة الأولمبية الكندية (الإنجليزية)